# Тазија
Тазија (арап. تعزية‎, перс. تعزیه‎, урд. تعزیہ‎) форма је ритуалне драмске уметности којом се приповедају верски догађаји, историјске и митске приче и народно предање. Реч Тазија потиче од арапског корена аза што значи оплакивање, саучешће или сажаљење.
Тазија, првенствено познат из персијске традиције, је верски обред шиитских муслимана који се одржава у знак сећања на жртву и страдање Хусеина, унука пророка Мухамеда и његове мушке деце и следбеника у бруталном масакру на Кербели у Ираку 680. године. У овој форми Тазија реконструише догађаје везане за живот и тешкоће са којима су се сусретали чланови Мухамедове породице, а посебно догађаје из првих десет дана (ашура) месеца мухарема 61. године по хиџри, који су се одиграли у долини Кербеле и окончали мучеништвом имама Хусеина.
Сваки Тазија комад садржи у себи четири елемента: поезију, музику, песму и покрет. Неке представе имају и до сто улога које су подељене у историјске, верске, политичке, друштвене, натприродне, стварне, имагинарне и фантастичне ликове. Свака Тазија драма је посебна, има властиту тему, костиме и музику. Тазија представе су богате симболиком, обичајима и знаковима које ирански гледаоци разумеју, и одржавају се на позорницама без расвете и декорације. Извођачи су увек мушкарци, они играју чак и женске улоге, а већина су аматери који то раде само ради стицања духовне награде. Док Тазија има истакнуту улогу у иранској култури, књижевности и уметности, свакодневне пословице, такође, су изведене из ове форме ритуалних драма. Њене представе помажу у промоцији и јачању верских и духовних вредности, несебичности и пријатељства и, такође, очувању старих традиција, националне културе и иранске митологије. Тазија, такође, игра значајну улогу у очувању повезаних заната, као што је израда ношњи, калиграфија и израда инструмената. Захваљујући својој прилагодљивости Тазија је место сусрета и заједнички језик различитих заједница, промовишући комуникацију, заједништво и креативност. Тазија се преноси примером и путем усменог предања са учитеља на ученика. На Унеско листу нематеријалног културног наслеђа уврштена је 2010. године.

## Галерија
- Тазија
- Тазија, 1873.
- Тазија, 1840.
- Тазија, 1880. Исфахан
- Тазија, 2015.
- Тазија